# 莱娜·洛岑
莱娜·洛岑（德語：Lena Lotzen，1993年9月11日—）是一位德国女子足球运动员，现效力于德甲球队拜仁慕尼黑，于场上司职前锋。

## 足球生涯

### 俱乐部
作为知名体育摄影师及前维尔茨堡足球俱乐部球员马蒂亚斯·洛岑的女儿，莱娜于五岁之龄便开始在赫希贝格俱乐部（TG Höchberg）连同男孩一同踢足球，随后又加入了维尔茨堡县西南俱乐部（JFG Kreis Würzburg Süd-West）的男子青年队，并至2010-11赛季获拜仁慕尼黑签入。2010年8月15日，洛岑于客场2比0战胜黑尔福德的比赛中完成德甲首秀，而她的首个德甲入球则是在2010年11月28日客场以1比2不敌杜伊斯堡2001的比赛中射入。2011年5月21日，她帮助拜仁赢得了作为世界杯测试赛的德甲杯（Bundesligacup）冠军。2012年5月12日，她又随拜仁在科隆举行的德国足协杯决赛中战胜更被看好的法兰克福女足。2014年8月14日，洛岑在一次训练中十字韧带受伤，并远离赛场达8个月之久。直至2015年3月29日，她才在2比1战胜桑德的比赛中于第57分钟替补复出。至2015年，洛岑随拜仁首获德国足球冠军。

### 国家队

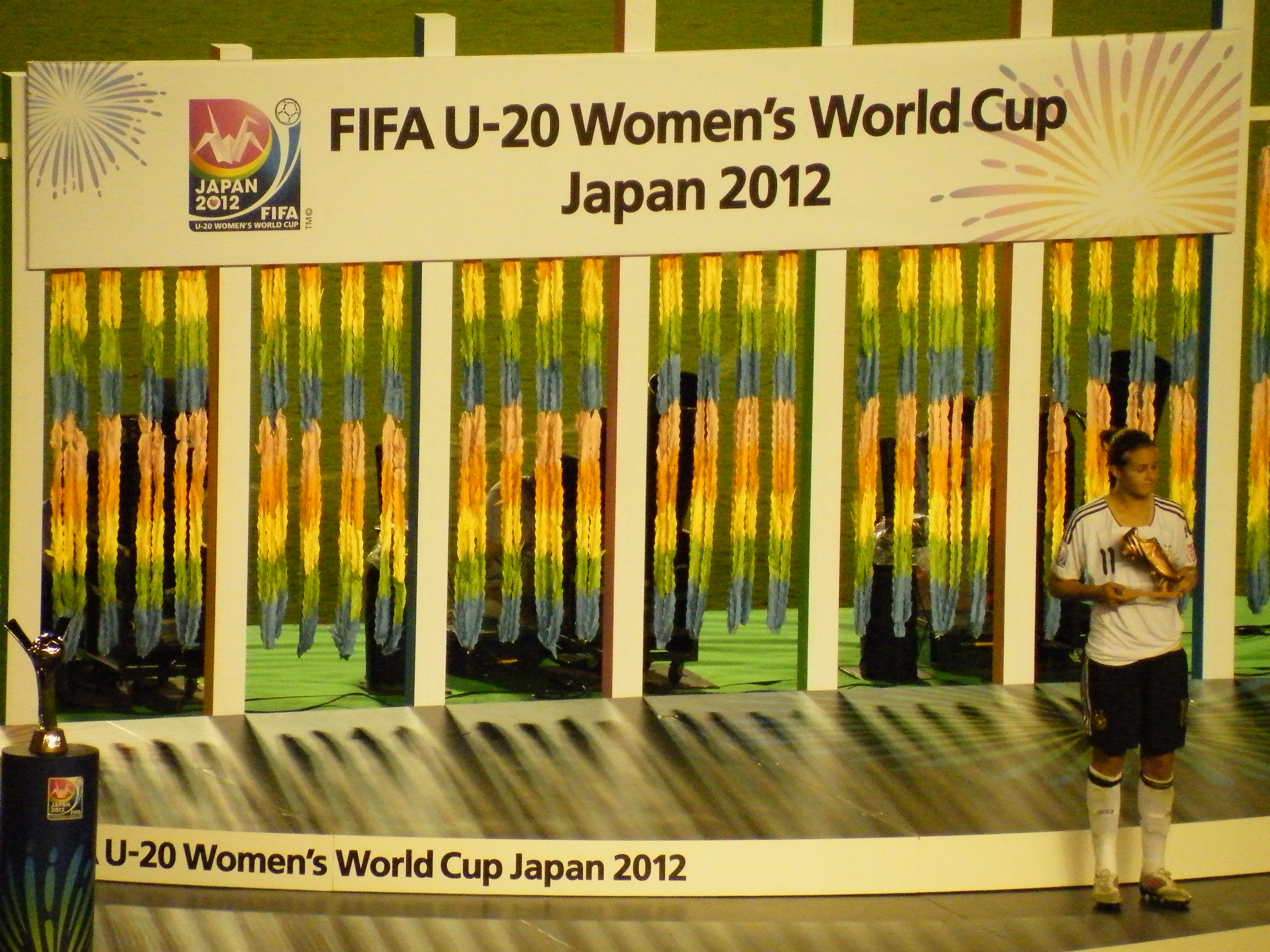
洛岑获颁2012年U20世界杯铜靴奖

洛岑曾是巴伐利亚足球代表队的一份子，直至她于2008年4月16日入选德国U15青年队并在4比1战胜英格兰代表队的比赛中完成首秀。而在效力德国U16青年队期间，洛岑又于2009年4月23日在卡斯泰尔夫兰科迪索托以4比1战胜苏格兰代表队的比赛中上演帽子戏法，射入她的前三个国际比赛入球。同年她还随德国U16参加了2009年6月29日至7月4日举行的北欧杯，并在相继战胜荷兰（3比0，射入2球）、冰岛（6比0）和挪威（2比1）后进入决赛，终以1比2不敌东道主瑞典。
经过成功的第一轮（0:0平冰岛、10:0胜以色列及1:0胜法国）和第二轮（1:0胜奥地利、4:0胜挪威及3:0胜芬兰）预选赛之旅，洛岑得以随同德国U17青年队入围了2010年6月22日至26日在瑞士尼翁举行的2010年欧洲U-17女子足球锦标赛，在半决赛以0比1不敌爱尔兰后，她们于季军争夺战终以3比0战胜荷兰。此外，洛岑也入选了2010年9月5日至25日在特立尼达和多巴哥举行的2010年國際足協女子U-17世界盃的德国队阵容，并随队以分组头名晋级四分之一决赛，但0比1不敌朝鲜。洛岑参加了全部小组赛并射入4球，其中在以9比0战胜墨西哥的首场小组赛中梅开二度。
在2011年2月23日于内特塔尔以2比0战胜荷兰的比赛中，洛岑首次代表德国U19青年队出场。她在此年龄段的首个国际比赛入球是在2011年5月30日，于切尔维亚举行的2011年欧洲U-19女子足球锦标赛首场以3比1战胜挪威的小组赛中，一度将比分改写为2比1。凭借在赛事决赛中的2个入球（8:1胜挪威）和总共5个入球，洛岑为成为了球队赢得欧洲冠军的重要功臣。
2011年10月25日，在4比0战胜比利时的比赛中，洛岑完成代表德国U20青年队的首次亮相，并射入她在此年龄段的首球。在日本举行的2012年國際足協女子U-20世界盃中，她在德国队参加的全部比赛都首发出场。尽管曾在小组赛中以3比0战胜美国，但日耳曼姑娘至决赛则以0比1负于同一个对手。洛岑在小组赛阶段取得3个入球，在对阵挪威的四分之一决赛又梅开二度以及在对阵日本的半决赛也射入1球。凭借总共6个入球，她成为赛事第三号得分手，并获颁“铜靴奖”。
随着玛蒂娜·穆勒的意外受伤，洛岑于2012年2月25日首次得到德国成年组国家队的征召，以参加2012年2月29日至3月7日举行的阿尔加夫杯。她的国家队首秀发生在首场面对冰岛的比赛，于第79分钟替换亚历珊德拉·波普登场。而凭借在决赛以4比3战胜世界冠军日本，她随队赢得了这届赛事的冠军。

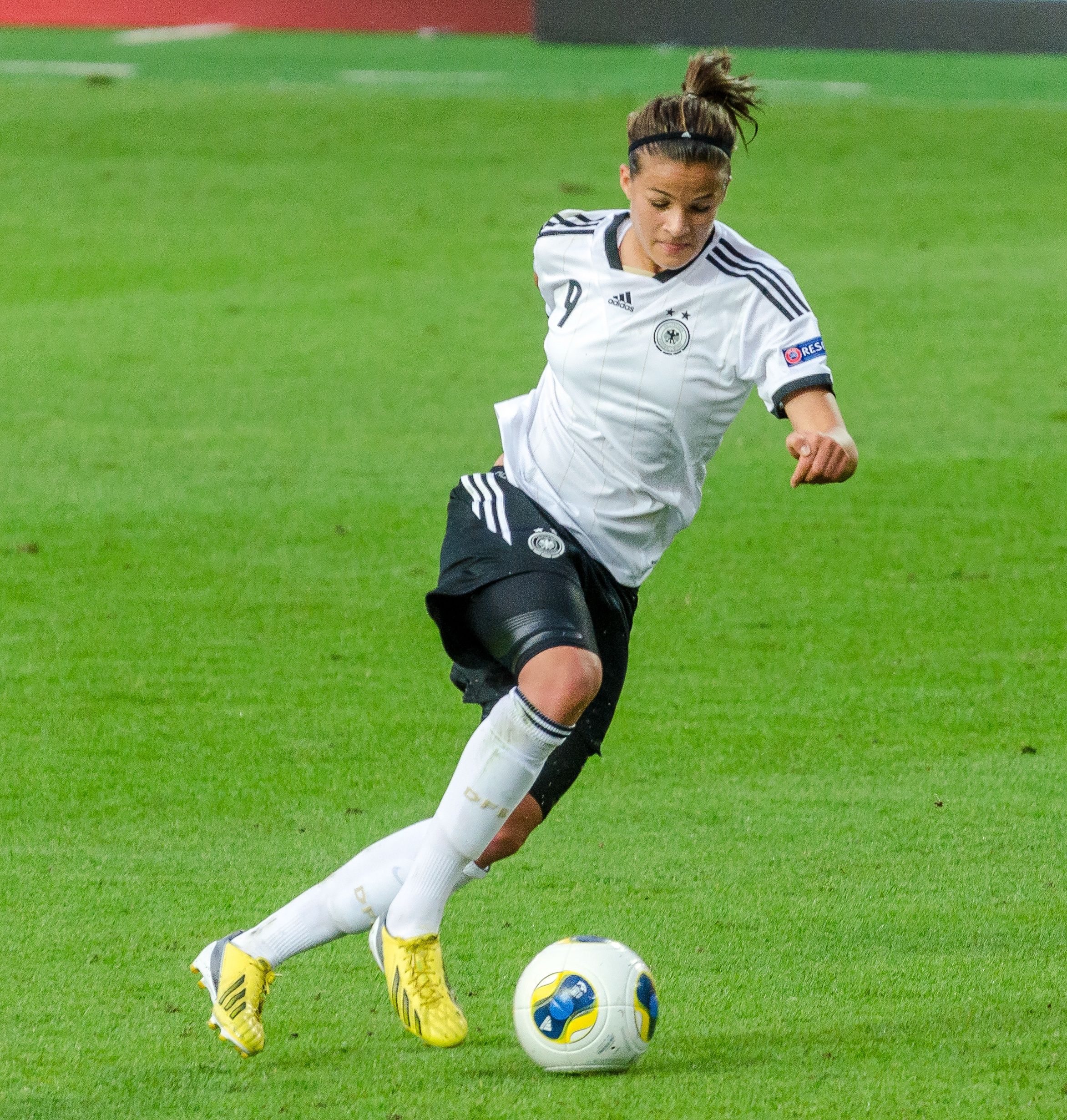
参加2013年欧锦赛的洛岑

在2013年7月10日至28日于瑞典举行的2013年欧洲女子足球锦标赛期间，洛岑参加了德国队的全部比赛。在以3比0战胜冰岛的第二场小组赛中，她于第24分钟打破僵局，射入成年组国家队的首球。至面对意大利的四分之一决赛中，她首次踢满90分钟，帮助德国以1比0获胜。而在1比0战胜挪威的决赛中，洛岑于第46分钟被安雅·米塔格替换下场，后者随即在三分钟后射入制胜球。
2015年5月24日，洛岑获时任联邦主教练的西尔维娅·奈德选入参加2015年世界杯的最终23人大名单。

## 成就

### 俱乐部
- 德国冠军： 2015年、2016年
- 德国足协杯（德语：DFB-Pokal (Frauen)）冠军：2012年
- 德甲杯（德语：WM-Überbrückungsturnier）冠军：2011年

### 国家队
- 欧洲女子足球锦标赛冠军：2013年
- 阿尔加夫杯冠军：2012年
- 欧洲U-19足球锦标赛冠军：2011年

### 个人荣誉
- 弗里茨·瓦尔特奖：2012年
- U-20世界杯铜靴奖：2012年